# ペドロ・ルーカス
ペドロ・ルーカス（Pedro Lucas、2000年10月16日 - ）は、ラグビー・ヨーロッパ・スーパーカップ、ルシタノスXVに所属するラグビーユニオン選手。

## プロフィール
- ポルトガル出身[1]。
- ポジションはスクラムハーフ(SH)。
- 身長 177cm、体重 75kg
- ポルトガル代表キャップは22（2024年12月現在）でラグビーワールドカップ2023のポルトガル代表に選ばれた[2]。

## 略歴
2021年、ルシタノスXVに加入。